# 에너자이저 파크
시티파크(CITYPARK)는 미국 미주리주 세인트루이스에 위치한 축구 전용 경기장으로 메이저 리그 사커 세인트루이스 시티의 홈 경기장이다.

## 같이 보기
- 축구 경기장